# Al-Khazneh
Al-Khazneh (în arabă الييي, „Trezoreria”) este unul dintre cele mai elaborate temple din Petra, un oraș al Regatului Nabatean locuit de arabi în antichitatea clasică. Ca și în cazul majorității celorlalte clădiri din acest oraș antic, inclusiv Mănăstirea (arabă: Ad Deir), această structură a fost sculptată dintr-o față de piatră de gresie.
Se crede că structura a fost mausoleul regelui nabatean Aretas IV în secolul I d.Hr. Este una dintre cele mai populare atracții turistice atât în Iordania cât și în regiune. A devenit cunoscut sub numele de Al-Khazneh, sau Trezoreria, la începutul secolului al XIX-lea de către beduinii zonei, așa credeau ei că conținea comori.

## Numele
Al-Khazneh înseamnă „Trezoreria” în arabă, un nume derivat din legendele privind piatra decorativă a urnei ridicate la al doilea nivel, care în realitate este gresie solidă.
O legendă este că egiptenii faraonului și o parte din armata sa au scăpat de închiderea Mării Roșii, și au creat Khazneh prin magie ca un loc sigur pentru trezoreria sa și a continuat în urmărirea lui Moise. Acest lucru a dus la numele Khaznet el-Far'oun, „Trezoreria faraonului”.
O altă legendă susține că bandiții sau piratii și-au ascuns prada în urnă. Pagube semnificative provocate de gloanțe pot fi văzute pe urnă, atribuite de folclorul local beduinilor despre care se spune că au tras în urnă la începutul secolului al XX-lea, în speranța de a o deschide și de a ajunge la „comoară”.

## Istorie

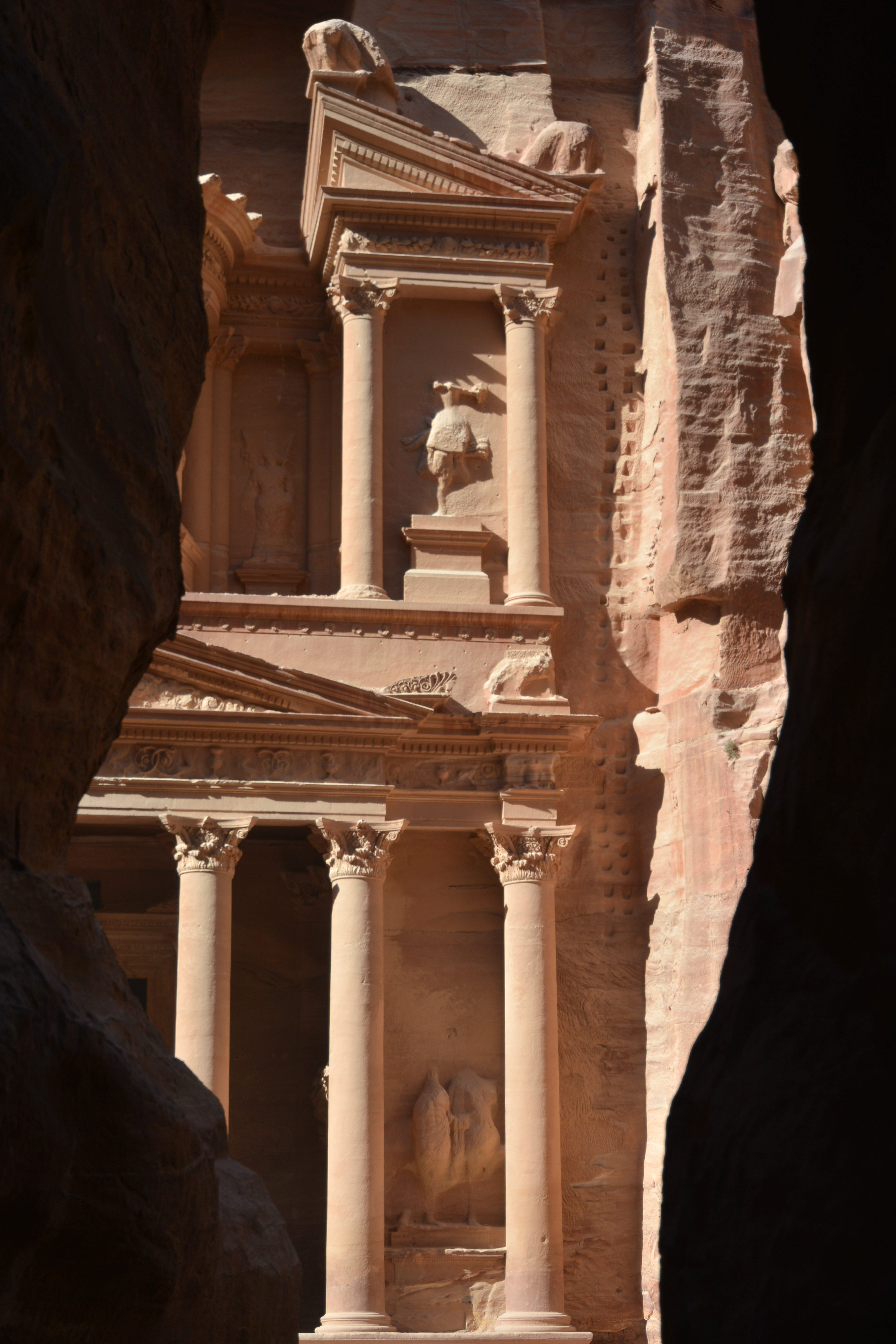
Prima privire a Trezoreriei Petrei (Al-Khazneh) la ieșirea din Siq.

Al-Khazneh a fost inițial construit ca mausoleu și criptă la începutul secolului I d.Hr. în timpul domniei lui Aretas IV Filopatris.
Multe dintre detaliile arhitecturale ale clădirii s-au erodat în cei două mii de ani de când a fost tăiată și sculptată de pe stâncă. Sculpturile sunt considerate a fi cele ale diferitelor figuri mitologice asociate cu viața de apoi. În partea de sus sunt figurați patru vulturi care ar duce departe sufletele. Figurile de la nivelul superior dansează Amazoane cu dublu-axe. Intrarea este flancată de statui ale gemenilor Castor și Pollux care au trăit parțial pe Olimp și parțial în lumea subterană.

## Model 3D cu scanare laser

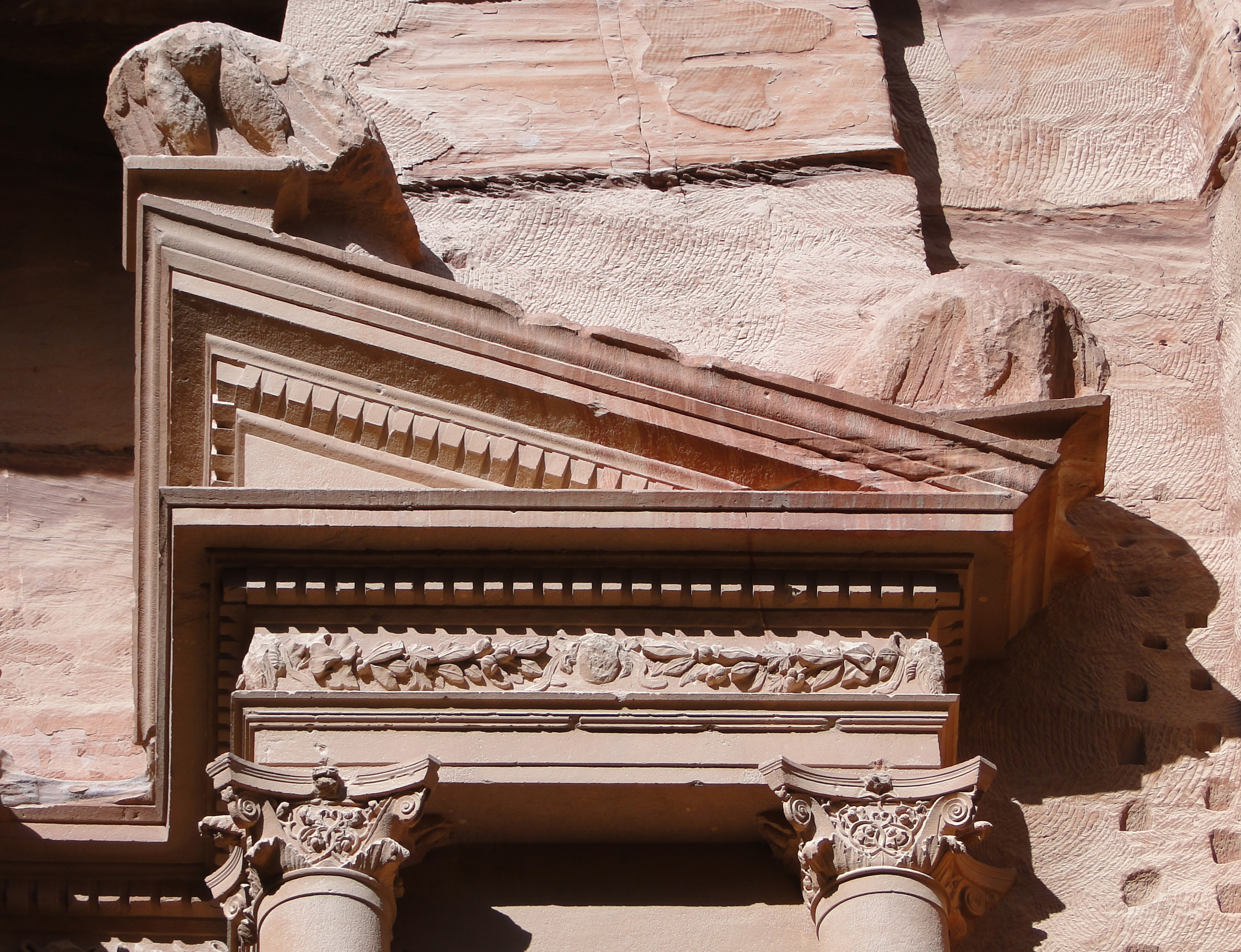
Detaliu al fațadei

Trezoreria a fost documentată spațial în 2012 de către grupul de cercetare non-profit Proiectul Zamani, specializat Documentația digitală a patrimoniului cultural tangibil în 3D. Un model 3D poate fi vizualizat la zamaniproject.org. Datele generate de proiectul Zamani creează o înregistrare permanentă care poate fi utilizată pentru cercetare, educație, restaurare și conservare. 